# Robert de Baudricourt
Robert de Baudricourt (ca. 1400-1454), Seigneur de Baudricourt, Blaise, Buxy y Sorcy fue una figura menor de la nobleza francesa del siglo XV. Hijo del Chamberlán del Ducado de Bar. Su ascenso a la fama se debe a que fue el primero que ayudó en la carrera militar de Juana de Arco.
En 1429, su único título era el de capitán de la guardia real en Vaucouleurs. Fue a él a quien Juana de Arco apeló para que le proporcionase una escolta para ir a la corte de Carlos VII, El Delfín. Inicialmente, De Baudricourt simplemente no se tomó en serio a la chica de dieciséis años, pero como Vaucouleurs no era una ciudad grande, apenas podía evitarla. Habiéndolo acorralado en un lugar público,  comenzó a dar una conferencia a todos los presentes, que quedaron embelesados con sus palabras, poniendo además presión pública en De Baudricourt para que le asistiese. Finalmente, es convencido, y le proporciona una escolta para visitar al Delfín.
Vivió la guerra contra los ingleses durante su carrera, ascendiendo a escudero, luego caballero, y finalmente obtuvo el título de lord.

## En la cultura popular
Fue interpretado por George Coulouris en la película de 1948 Juana de Arco, y por Maury Chaykin en la miniserie de 1998 Juana de Arco.